# Europeiska stabilitetsmekanismen
Europeiska stabilitetsmekanismen (ESM) är ett finansinstitut som inrättats av euroländerna för att säkra den finansiella stabiliteten inom euroområdet. ESM har kapacitet att utfärda skuldinstrument för att finansiera lån till utsatta euroländer som inte kan låna själva direkt från marknaden. Totalt kan ESM låna ut upp till 500 miljarder euro till utsatta medlemsstater.
ESM inrättades den 27 september 2012 till följd av eurokrisen och omfattar endast euroområdet. Den ersatte de tillfälliga stabiliseringsmekanismerna Europeiska finansiella stabiliseringsfaciliteten (EFSF) och Europeiska finansiella stabiliseringsmekanismen (EFSM). ESM inrättades genom ett mellanstatligt fördrag, som formellt sett inte är en del av EU-rätten.
Pierre Gramegna är verkställande chef för ESM sedan den 1 december 2022. Dessförinnan hade Klaus Regling varit verkställande chef sedan mekanismens inrättande 2012.

## Historia
ESM inrättades den 27 september 2012 i spåren av eurokrisen. Klaus Regling utsågs till verkställande chef samma år. Han omvaldes för ytterligare en femårig mandatperiod den 20 februari 2017 av ESM:s beslutande organ. I oktober 2022 utsågs Christophe Frankel till tillförordnad verkställande chef efter att Regling lämnat denna post. Den 25 november 2022 utsågs Luxemburgs tidigare finansminister Pierre Gramegna till ny verkställande chef från och med den 1 december 2022.
Den 6 december 2017 föreslog kommissionen Juncker att ESM integreras i unionsrätten och ersätts med ett nytt organ, Europeiska valutafonden. Detta förslag hörsammades dock inte av medlemsstaterna och istället utarbetades ett ändringsavtal till det ursprungliga avtalet om Europeiska stabilitetsmekanismen. Det undertecknades av samtliga ingående avtalsparter, utom Estland, den 27 januari 2021. Estland undertecknade den 8 februari 2021. Avtalet har ratificerats av samtliga avtalsparter utom Italien, där regeringen är kritisk till ändringsavtalets innehåll. Ändringsavtalet kan träda i kraft först efter att alla medlemsstater har ratificerat det. I december 2023 röstade det italienska parlamentet nej till avtalet.

## Kapital
ESM:s faktiska utlåningskapacitet innefattar 500 miljarder euro. Minst vart femte år görs en utvärdering om huruvida utlåningskapaciteten är tillräcklig eller ej.

## Rättslig grund
För att säkerställa att ESM:s inrättande var förenligt med EU:s grundfördrag krävdes en fördragsändring av fördraget om Europeiska unionens funktionssätt. Ändringen innebar ett tillägg av följande stycke till artikel 136 i fördraget:
| ” | De medlemsstater som har euron som valuta får inrätta en stabilitetsmekanism, som ska aktiveras om det är absolut nödvändigt för att trygga stabiliteten i euroområdet som helhet. Beviljandet av begärt finansiellt stöd enligt mekanismen ska vara underkastat strikt villkorlighet. | „ |

Fördragsändringen var tvunget att ratificeras av alla medlemsstater i hela unionen innan den kunde träda i kraft. Ändringen innebar inte per automatik att mekanismen skapades. ESM inrättades istället genom ett separat mellanstatligt fördrag, inklusive en stadga för organisationen. ESM fick sitt säte i Luxemburg och leds av ESM-rådet, bestående av euroområdets finansministrar. Kommissionens kommissionär med ansvar för ekonomiska och monetära frågor liksom Europeiska centralbankens ordförande har observatörsstatus. ESM-rådet utser en ordförande bland sina röstberättigade medlemmar.

### Ändring av EUF-fördraget
Europeiska rådet beslutade vid sitt toppmöte den 24 mars till den 25 mars 2011 att anta en fördragsändring för att uttryckligen tillåta euroländerna att inrätta ESM. Fördragsändringen trädde i kraft den 1 maj 2013.

### Fördraget om inrättande av Europeiska stabilitetsmekanismen
Den 11 juli 2011 undertecknades euroområdets finansministrar ett separat mellanstatligt fördrag, fördraget om inrättande av Europeiska stabilitetsmekanismen, som inrättar mekanismen. Innan fördraget kunde träda i kraft var det tvunget att ratificeras av de medlemsstater som har euron som valuta. Senast den 31 december 2012 var det tänkt att fördraget skulle ha godkänts av minst 95 % av dess medlemsstater för att kunna träda i kraft som planerat enligt Europeiska rådet. Den 2 februari 2012 signerade representanter för euroområdet dock en ny version av fördraget, som planerades träda i kraft den 1 juli 2012, istället för den 1 januari 2013 som det var tänkt med det ursprungliga fördraget. På grund av en utdragen ratificeringsprocess försenades ikraftträdandet och fördraget trädde i kraft först den 27 september 2012. Eftersom Estland som enda medlemsstat inte hade ratificerat fördraget vid denna tidpunkt, var det inte tillämpligt för Estland förrän landet hade deponerat sina ratificeringsinstrument.
Senare har även Lettland, Litauen och Kroatien tillkommit som deltagande medlemsstater i samband med att de infört euron som valuta.

## Beslutsfattande
ESM högsta beslutande organ kommer att vara ESM-rådet. Rådet har till uppgift att besluta i frågor som rör:
1. Beviljande av finansiellt stöd.
2. Villkor för finansiellt stöd.
3. ESM:s utlåningskapacitet.
4. Ändringar i uppsättningen av instrument

Beslut fattas genom så kallad ömsesidig överenskommelse, det vill säga ett beslut fattas genom enhällighet bland de medlemsstater som deltar i omröstningen. Således hindrar inte en medlemsstat att ett beslut fattas genom att lägga ned sin röst.